# Federico Coppitelli
Federico Coppitelli (Rim, 14. listopada 1984.) talijanski je nogometni trener. Trenutno je trener Casertane, talijanskog trećeligaša.
Rodio se u Rimu 14. listopada 1984. godine. Veći dio dosadašnje trenerske karijere bio je trener juniorskih talijanskih momčadi. Godine 2010. Coppitelli je imenovan trenerom juniora talijanskog Frosinonea. Godine 2011. imenovan je trenerom juniora Rome u talijanskoj Serie A. U 2015. godini vratio se u talijanski Frosinone kao trener juniora. Godine 2016. imenovan je trenerom juniora talijanskog Torina.
Godine 2019. imenovan je po prvi put trenerom prve momčadi talijanskog Imolesea. Godine 2021. imenovan je ponovno trenerom juniora talijanskog Torina. Godine 2022. imenovan je trenerom juniora talijanskog Leccea. Pomogao je klubu da osvoji ligu do 21 godine.
U ljeto 2024. godine imenovan je trenerom hrvatskog Osijeka. Njegove omiljene formacije kao menadžera su 4–3–3 i 4–2–3–1.